# Calumet Trail
Le Calumet Trail est un sentier de randonnée américain dans le comté de Porter, dans l'Indiana. Long de 9,2 milles, il est situé dans le parc national des Indiana Dunes. Il est classé National Recreation Trail depuis 1976.